# Trận Myeongnyang
Trận Myeongnyang (Hangul: 명량대첩; Hanja: 鳴梁大捷, Hán việt: Minh Lương đại tiệp, nghĩa đen: "chiến thắng Minh Lương"), diễn ra vào ngày 26 tháng 10 năm 1597 là một trận hải chiến giữa hải quân nhà Triều Tiên dưới sự chỉ huy của Đô đốc Lý Thuấn Thần với Hải quân Nhật Bản ở eo biển Myeongnyang, nằm gần đảo Jindo. Với chỉ 13 tàu còn sót lại sau thảm bại của Đô đốc Nguyên Quân tại trận Chilchonryang, Đô đốc Lý Thuấn Thần đã phải giao chiến với một hạm đội Nhật Bản có hơn 133 tàu chiến và ít nhất 200 tàu hậu cần. Nhiều tàu chiến Nhật bị chìm hoặc vô hiệu hóa trong trận đánh và hải quân Nhật Bản buộc phải rút lui. Do sự chênh lệch quá cao về quân lực hai bên, trận chiến được coi là một trong những chiến công đáng chú ý nhất của Lý Thuấn Thần.

## Bối cảnh
Trong nỗ lực xâm lược đầu tiên tại Triều Tiên bởi quân đội Toyotomi Hideyoshi vào năm 1592, quân đội Nhật Bản đạt được thành công lớn vì tình trạng yếu kém và sự quan liêu của quân đội nhà Triều Tiên. Nhưng chỉ huy Hải quân nhà Triều Tiên Yi Sun-sin đã thể hiện tầm nhìn xa và chuẩn bị tốt cho một cuộc xâm lược của quân đội Nhật Bản. Sử dụng chuyên môn chiến lược, việc sử dụng rộng rãi súng thần công và một loại tàu chiến mới mẻ Lý Thuấn Thần đã thành công gây nhiều khó khăn cho việc tiếp tế cho quân đội xâm lăng, mà phải được vận chuyển bằng đường biển, ngay cả với lực lượng hải quân với số lượng lớn hơn. Tại Nhật Bản, lý do đó được coi là mối đe dọa nghiêm trọng cho việc xâm lược Trung Quốc và Triều Tiên, những người nằm quyền ở Nhật Bản đều chú trọng vào ông.
Lợi dụng tình hình chính trị trong triều đình nhà Triều Tiên, phía Nhật Bản đã dùng kế phản gián khiến Lý Thuấn Thần đã bị luận tội và phải chịu án tử hình. Nhưng thay vì bị tra tấn và hành hình, ông được ân xá và bị giáng chức xuống làm một tên lính bình thường. Đối thủ của Lý Thuấn Thần, đô đốc Nguyên Quân, lên thay quyền chỉ huy của hải quân nhà Triều Tiên vốn phát triển mạnh mẽ dưới sự chỉ huy tài tình của Lý Thuấn Thần.
Nguyên Quân là một kẻ vô mưu bất tài, sau khi lên chức, liên tiếp tấn công các căn cứ Hải quân Nhật Bản ở Phủ Sơn. Những cuộc tập kích này vốn không mang lại kết quả gì lại còn làm giảm sức mạnh của hải quân Triều Tiên. Tại trận Chilchonryang, Hải quân Nhật Bản dưới sự tổng chỉ huy của Todo Takatora đã tỏ ra lấn lướt Hải quân Triều Tiên và tiêu diệt gần hết tàu bè Triều Tiên. Ngay sau đó, người Nhật tăng cường nhiều đơn vị đồn trú của họ ở Pusan và pháo đài khác nhau trong vùng bờ biển phía nam của Triều Tiên và bắt đầu cuộc xâm lược lần thứ hai.
Nhận thất bại nặng nề, Hải quân Triều Tiên dường như đã phải ra khỏi cuộc chơi, người Nhật tin rằng bấy giờ họ có thể ra vào biển Hoàng Hải một cách thoải mái và có thể tiếp tế quân đội của họ thông qua tuyến đường biển này khi họ tiến về phía Bắc. Trước đó, vào năm 1592, Lý Thuấn Thần cũng đã ngăn chặn phía Nhật Bản vận lương cho quân đội của họ theo cách này và cầm chân hạm đội Nhật Bản tại cảng Phủ Sơn của họ.